# Reinhard Heydrich
Reinhard Tristan Eugen Heydrich, född den 7 mars 1904 i Halle an der Saale, död den 4 juni 1942 i Prag, var en tysk nationalsocialistisk politiker och polischef. Han var chef för Reichssicherheitshauptamt (RSHA), Nazitysklands säkerhetsministerium, från 1939 och ställföreträdande riksprotektor i Böhmen-Mähren från 1941. Heydrich uppnådde tjänstegraden SS-Obergruppenführer samma år.
Heydrich grundade Sicherheitsdienst des Reichsführers SS (SD), en underrättelsetjänst med uppgift att avslöja och kväsa motstånd mot NSDAP genom gripanden, deportationer och mord. Heydrich organiserade i november 1938 Kristallnatten, en riksomfattande förföljelse av judar. Denna vittgående pogrom genomfördes av SA-medlemmar och civilpersoner och var en av de inledande händelserna av Förintelsen. I egenskap av chef för RSHA, som inbegrep Sicherheitsdienst, Gestapo och Kriminalpolizei, utövade Heydrich kontroll över hela den tyska säkerhetsapparaten. Heydrich sammankallade och ledde Wannseekonferensen, som ägde rum den 20 januari 1942. Vid konferensen drog deltagarna upp riktlinjerna för hur "den slutgiltiga lösningen av judefrågan" administrativt och logistiskt skulle genomföras.
Som ställföreträdande riksprotektor för Böhmen-Mähren ämnade Heydrich kuva det tjeckiska motståndet mot den tyska ockupationen genom förtryck av den tjeckiska kulturen och terror mot den inhemska motståndsrörelsen. Den 27 maj 1942 genomförde en tjeckoslovakisk kommandotrupp ett attentat mot Heydrich på uppdrag av den tjeckoslovakiska exilregeringen i Storbritannien. Heydrich avled efter en dryg vecka. Tysk underrättelsetjänst kopplade "felaktigt" ihop attentatsmännen med befolkningen i två byar, Lidice och Ležáky; alla vuxna män i Lidice arkebuserades och kvinnor och barn deporterades till koncentrationsläger.
Adolf Hitler kallade Heydrich för "mannen med järnhjärtat".

## Uppväxt och tidig karriär
Reinhard Heydrich föddes 1904 i Halle an der Saale som son till operasångaren och kompositören Richard Bruno Heydrich (1865–1938) och dennes hustru Elisabeth Anna Maria Amalia Kranz (1871–1945). Föräldrarna valde sonens förnamn med tanke på musikaliska referenser. "Reinhard" är namnet på den tragiske hjälten i Bruno Heydrichs opera Amen, medan "Tristan" kommer av Richard Wagners opera Tristan och Isolde. "Eugen" fick han från sin morfar, Eugen Krantz, som var direktor för Kungliga konservatoriet i Dresden. Heydrichs far grundade 1899 ett musikkonservatorium i Halle, vid vilket modern var pianolärare. Sonen Reinhard lärde sig i unga år att spela violin, en färdighet han även utövade i vuxen ålder. Heydrichs far var nationalist och ingöt patriotiska värderingar i sina tre barn: Maria (1901–1988), Reinhard och Heinz (1905–1944), men han blev inte politiskt aktiv förrän 1919 då han anslöt sig till DNVP.
Reinhard Heydrich var som barn ofta sjuk och föräldrarna uppmanade honom till olika former av fysisk aktivitet. Han ägnade sig åt bland annat simning, segling, ridning och fäktning; särskilt inom fäktning rönte han framgång. Heydrich fick goda skolbetyg och utmärkte sig i naturvetenskapliga ämnen. Han studerade vid ett så kallat Reformgymnasium, där eleverna läste kemi, fysik och matematik, men betoning lades även på tysk litteratur, franska, latin och engelska. Som yngling var Heydrich blyg, osäker och bekräftelsesökande. Han blev retad för sin ljusa röst. Rykten gjorde gällande att Heydrich var av judisk härkomst, vilket föranledde ytterligare trakasserier från skolkamrater. Detta skall ha givit Heydrich avsmak och ilska gentemot judarna. Heydrich kände djup förbittring över Tysklands nederlag i första världskriget och förakt för segrarmakternas skadeståndskrav på Tyskland. I Halle förekom omfattande sociala oroligheter i kölvattnet på det tyska nederlaget. Strejker utbröt och kommunister och antikommunister bekämpade varandra på gatorna. Försvarsminister Gustav Noske, en socialdemokrat på högerflygeln, beordrade en frikårsenhet under general Georg Maercker att "återta" Halle och återställa ordningen. I början av mars 1919 rekryterades den då 15-årige Heydrich till "Freikorps Maercker". Upplevelserna i frikåren utgjorde ett politiskt uppvaknande för Heydrich. Därefter blev Heydrich medlem av Deutschvölkischer Schutz- und Trutzbund, en antisemitisk organisation. Versaillesfördragets kärva villkor för Tysklands del ledde till hyperinflation och många tyskar förlorade sina besparingar. Allt färre familjer hade möjlighet att ge sina barn utbildning vid Bruno Heydrichs konservatorium i Halle, vilket försatte familjen Heydrich i ekonomisk kris.
År 1922 tog Heydrich värvning i den tyska marinen och blev kadett vid marinbasen i Kiel. Den 1 april 1924 inledde han sin officersutbildning vid Tyska kejserliga marinakademin i Flensburg-Mürwik. Två år senare befordrades Heydrich till fänrik (Leutnant zur See) och kommenderades till slagskeppet SMS Schleswig-Holstein som signalofficer. Denna postering gav Heydrich större erkännande och han erhöll goda vitsord från sina överordnade och med befordran ökade Heydrichs ärelystnad och högmod.
I början av december 1930 närvarade Heydrich på en bal anordnad av en roddklubb och träffade där Lina von Osten (1911–1985). De blev ett par och eklaterade inom kort sin förlovning. Hon var redan medlem av NSDAP och hade varit på sitt första partimöte 1929; hon hade blivit övertygad antisemit. Heydrich hade dock inte informerat sin blivande hustru om att han under flera månader, innan han träffade henne, haft ett sexuellt förhållande med en annan kvinna. Denna kvinna ansåg att Heydrich givit henne löfte om äktenskap. När hon fick kännedom om Heydrichs förestående giftermål med Lina von Osten drabbades hon av ett psykiskt sammanbrott. Kvinnans far, som hade försänkningar inom den tyska marinens ledarskikt, anmälde saken till marinens överbefälhavare, amiral Erich Raeder. Heydrich kallades inför en hedersdomstol, men vägrade ta ansvar för kärleksaffären med den andra kvinnan och talade illa om henne inför domstolen. Heydrichs arrogans förargade domstolens ledamöter och den 30 april 1931 avskedades Heydrich från marinen för opassande uppförande. I slutet av december 1931 gifte sig Heydrich och Lina von Osten. Paret fick fyra barn: sönerna Klaus (1933–1943) och Heider (född 1934), samt döttrarna Silke (född 1939) och Marte (född 1942). Den äldste sonen, Klaus, omkom i en trafikolycka, 10 år gammal.

## En ny början

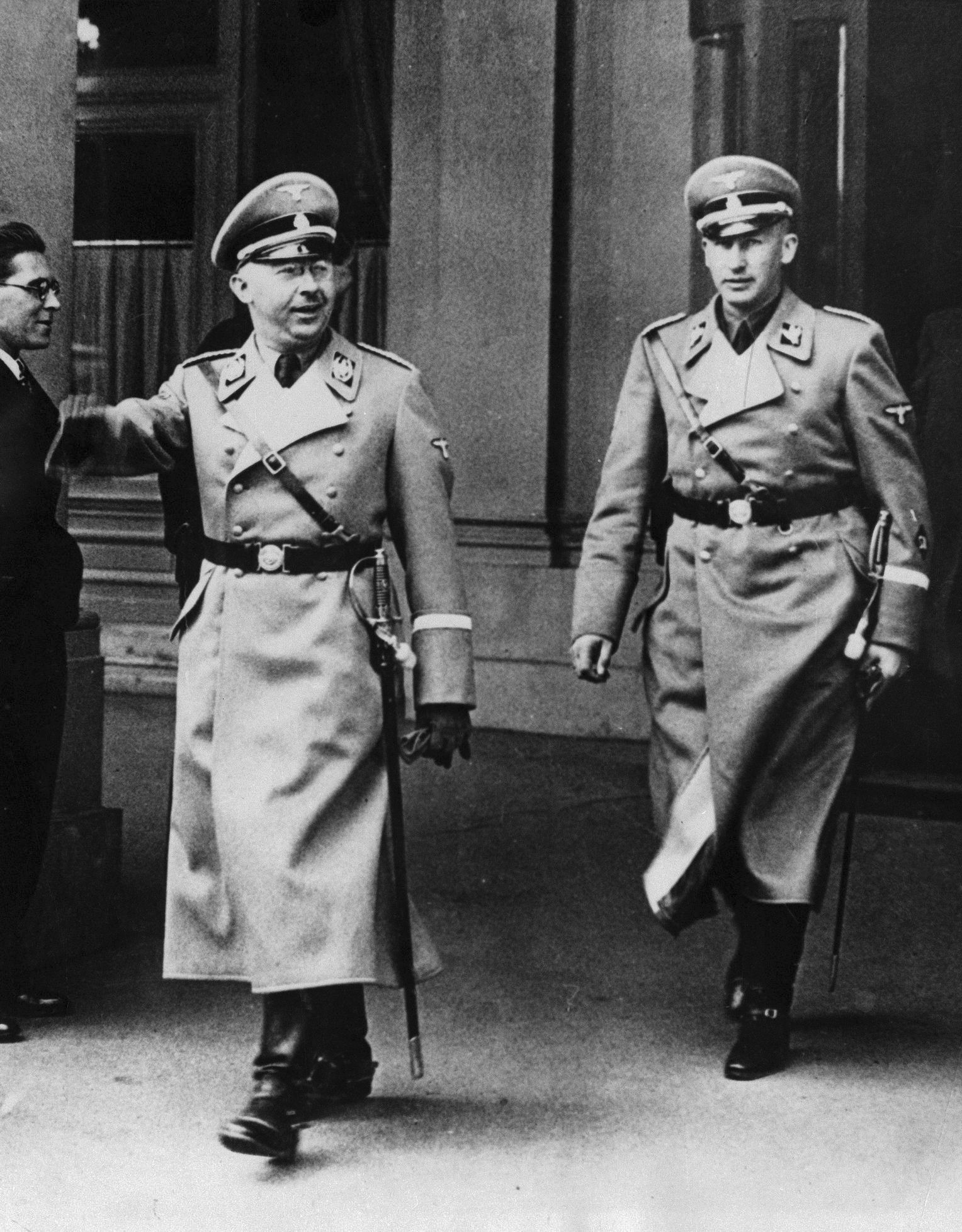
Reinhard Heydrich (till höger) och Heinrich Himmler i Wien, mars 1938.

Heydrich var förtvivlad över sitt avsked från marinen. Modern berättade om hans predikament för Heydrichs gudmor, Elise von Eberstein, som i sin tur kontaktade sin son Karl von Eberstein, som hade anslutit sig till NSDAP 1922 och 1931 tillhörde Heinrich Himmlers stab. Karl von Eberstein ordnade ett möte mellan Heydrich och Himmler och de båda träffades i München den 14 juni 1931. Himmler blev mycket imponerad av Heydrich och anställde denne omedelbart. Heydrich tillträdde den 1 augusti 1931 sin nya tjänst som chef för underrättelsetjänsten Ic-Dienst, föregångaren till Sicherheitsdienst. Heydrich installerade sig i NSDAP:s rikshögkvarter, Bruna huset i München. Under några månader skapade Heydrich ett nätverk av spioner och angivare, vilka skulle förvärva information om politiska motståndare. Heydrichs kartotek innehöll upplysningar om tusentals personer.
År 1932 började Heydrichs fiender att sprida rykten om hans förment judiska härkomst. En av nazistpartiets experter inom rasteori, Achim Gercke, företog en utredning av Heydrichs börd och kunde konstatera att Heydrich var av tysk härstamning och fri från så kallat judiskt blod.

## Gestapo och Sicherheitsdienst
Den 19 juli 1932 utnämnde Himmler Heydrich till chef för Sicherheitsdienst, det tidigare Ic-Dienst. Senare samma månad befordrades Heydrich till Standartenführer.
Den 30 januari 1933 utnämndes Adolf Hitler till tysk rikskansler och maktövertagandet var ett faktum. En nazistisk likriktning av det tyska samhället vidtog. Himmler och Heydrich strävade efter full kontroll över Tysklands politiska polis. Med förevändning att ministerpresidenten i Bayern, Heinrich Held, inte förmådde att upprätthålla den allmänna ordningen stormade Heydrich och några av hans män i mars 1933 polishögkvarteret i München och tog över detta. Himmler utsågs till kommissarisk polischef i München, medan Heydrich blev chef för polispresidiets avdelning VI, den politiska polisen. Kort därefter öppnades det första koncentrationslägret, Dachau, där politiska motståndare internerades.
Gestapo (Geheime Staatspolizei) grundades av Hermann Göring 1933 och utgjorde ursprungligen en preussisk polisstyrka. I april 1934 lade Göring Gestapo under Himmlers befäl och samma månad utsåg Himmler Heydrich till Gestapos chef.

## Krossandet av SA
År 1934 hade SA under Ernst Röhms ledarskap vuxit sig starkt. Hitler ansåg att Röhm utgjorde ett hot mot honom själv och därmed även mot Tredje rikets säkerhet. I april 1934 gavs Himmler och Heydrich i uppdrag att, inför de långa knivarnas natt, ansamla information om de SA-män som skulle utrensas. De inriktade sig särskilt på att samla ihop en dossier med komprometterande material om Röhm och fick hjälp av Viktor Lutze, dåvarande polischef i Hannover, som kände till Röhms aktiviteter mot den nazistiska regimen. Den 30 juni 1934 inleddes utrensningen, under vilken omkring 200 personer mördades, däribland Röhm och andra personer inom SA:s ledning, men även Gregor Strasser, Kurt von Schleicher och Gustav von Kahr. Lutze utnämndes till ny stabschef för SA och hela organisationen fick en mera undanskymd roll, medan SS konsoliderade sin makt.
Efter att SA satts ur spel som en rivaliserande maktfaktor började Heydrich att omdana Gestapo till ett terrorinstrument för statens räkning. Han utvecklade sitt arkiv över misstänkta motståndare till staten och delade in dem i olika kategorier: judar, bolsjeviker, frimurare och politiskt aktiva präster. Gestapo hade makt att arrestera medborgare utifrån misstanken att de skulle begå brott och gavs 1936 oinskränkt makt i sin kamp mot Tredje rikets fiender. Personer kunde efter Gestapos godtycke sättas i skyddshäkte (Schutzhaft), vilken innebar internering utan rättslig prövning.
Under början av 1930-talet utvecklade Himmler SS:s andliga inriktning som inbegrep nyhedniska och förment germanska riter. Himmler anmodade SS:s medlemmar att lämna kyrkan och 1935 begärde Heydrich utträde ur Romersk-katolska kyrkan. Heydrich upplevde att Katolska kyrkan hade kommit att utgöra en fiende till den nazistiska staten.

## Befästandet av det tyska polisväsendet
Himmler blev i juni 1936 chef för den tyska polisen. Omedelbart omorganiserade han polisen i två delar: Ordnungspolizei (Orpo), som bestod av den rikstäckande uniformerade polisen och den kommunala polisen, och Sicherheitspolizei (Sipo), som utgjordes av Gestapo och Kriminalpolizei (Kripo). Heydrich var chef för SD och Sipo, medan Heinrich Müller var operativ chef för Gestapo.
I augusti 1936 anordnades de Olympiska sommarspelen i Berlin och Heydrich hade till uppgift att bistå i organiseringen. Spelen tjänade som en arena för den nazistiska regimens propaganda. Hitler förbjöd antijudiskt våld under de veckor då spelen pågick och tidningen Der Stürmer fick inte säljas offentligt. Heydrich tilldelades Olympia-Ehrenzeichen (Olympiska spelens hederstecken) av första klassen för sina insatser.
År 1939 grundade Heydrich Stiftung Nordhav som skulle förvärva fastigheter för SS:s och säkerhetspolisens räkning. Dessa fastigheter tjänade som gästhem och rekreationsplatser. I november 1940 inköptes den villa i Wannsee, i vilken den så kallade Wannseekonferensen hölls i januari 1942.
Den 27 september 1939 slogs Sicherheitsdienst och Sicherheitspolizei samman och Nazitysklands nya säkerhetsministerium, Reichssicherheitshauptamt (RSHA), bildades. Himmler utsåg Heydrich till dess chef. Heydrichs formella titel som RSHA:s chef var Chef der Sicherheitspolizei und des SD. I augusti 1940 blev Heydrich därtill ordförande för Interpol och dess högkvarter flyttades till Berlin. Den 24 september 1941 befordrades Heydrich till SS-Obergruppenführer och general inom polisen.

## Andra världskrigets utbrott
Heydrich planerade och gav order om den så kallade Gleiwitzincidenten. Den 31 augusti 1939 ledde Sturmbannführer Alfred Naujocks, på Heydrichs order, en fingerad attack mot den tyska radiostationen i Gleiwitz, drygt sex kilometer från den polska gränsen. 150 SS-män iförda polska uniformer utförde en rad fingerade attacker vid gränsen. Det skulle se ut som om polska sabotörer förövat ett attentat och därmed medvetet provocerat Nazityskland. Dagen därpå, den 1 september, invaderade tyskarna Polen.
I slutet av 1940 hade de tyska arméerna invaderat stora delar av Västeuropa, varvid det blev prioriterat Tyskland att bekämpa det kvarvarande motståndet i de ockuperade länderna. Heydrichs Sicherheitsdienst fick i ansvar att implementera dekretet "Natt och dimma" (Nacht und Nebel), vilket innebar att misstänkta motståndare till Tredje riket greps i hemlighet och försvann spårlöst – i "natt och dimma". För varje gripen person ifylldes ett särskilt informationsformulär vilket lades i ett konvolut med texten "Nacht und Nebel" och överlämnades till Reichssicherheitshauptamts arkivavdelning. Omkring 7 000 personer greps på detta sätt.

## Ställföreträdande riksprotektor
Den 15 mars 1939 ockuperade Tyskland Tjeckoslovakien och dagen därpå upprättades riksprotektoratet Böhmen-Mähren. Protektoratet hade omkring 7,5 miljoner invånare, varav 245 000 etniska tyskar. Till riksprotektor utnämndes Konstantin von Neurath, som mellan 1932 och 1938 hade tjänat som Tysklands utrikesminister. Den 21 september 1941 sammankallade Hitler en konferens för att diskutera förhållandena i riksprotektoratet Böhmen-Mähren. Statssekreteraren Karl Hermann Frank redogjorde i detalj för de politiska och ekonomiska förhållandena i protektoratet. Himmler och Heydrich upplyste Hitler om den säkerhetspolitiska situationen. Heydrich informerade Hitler om den tjeckiska motståndsrörelsens organisation och sina planer på att kväsa densamma. Hitler blev djupt imponerad av den 37-årige Heydrichs sakkunskap om läget i Böhmen-Mähren och den 27 september utnämnde Hitler Heydrich till ställföreträdande riksprotektor i Böhmen-Mähren. Heydrich hade omfattande erfarenhet av bekämpandet av Tredje rikets motståndare och var inställd på att krossa den tjeckiska motståndsrörelsen. von Neurath förblev titulär protektor, men den verkställande makten låg nu i Heydrichs händer. I egenskap av riksprotektor rapporterade Heydrich direkt till Hitler och blev således oberoende av Himmler. Heydrich anlände till Prag med målet att förinta motståndet mot nazisternas ockupation samt upprätthålla vapenproduktionen, som var mycket viktig för den tyska krigsinsatsen. Heydrich förordnade att var och en som förövade fientliga handlingar och sabotage mot Tredje riket skulle skjutas ihjäl på stående fot. Denna förordning tillkännagavs i radio, dagstidningar och offentliga anslag. Protektoratets tjeckiske premiärminister Alois Eliáš arresterades och dömdes till döden för delaktighet med den tjeckiska motståndsrörelsen.
Under Heydrichs första dagar som ställföreträdande riksprotektor avrättades 92 personer efter summariska rättegångar och deras namn anslogs runtom i protektoratet. Enligt Heydrichs egna beräkningar hade mellan 4 000 och 5 000 personer gripits fram till och med den 4 februari 1942. De som inte avrättades fördes till koncentrationslägret i Mauthausen. Under våren 1942 fortsatte förtrycket mot den tjeckiska kulturen, armén och intelligentian, vilket lamslog den tjeckiska motståndsrörelsen. Heydrichs brutala repressionspolitik gav honom öknamnet "slaktaren i Prag".
Med Deutsche Arbeitsfront som förebild omorganiserade Heydrich den tjeckiska arbetskraften. Heydrich lät konfiskera utrustning och materiel från den tjeckiska idrotts- och gymnastikorganisationen Sokol för att bereda sport- och rekreationsaktiviteter för de tjeckiska arbetarna. Arbetslöshetsförsäkringar infördes och livsmedel beslagtogs från svartabörshajar och distribuerades åt fabriksarbetare. Personer som ägnade sig åt svartabörsaffärer, av Heydrich benämnda "ekonomiska brottslingar" och "folkets fiender", torterades eller avrättades. Även om Heydrichs åtgärder i viss mån förbättrade villkoren för de tjeckiska arbetarna, var han resolut i sin intention att helt och hållet germanisera det tjeckiska territoriet. Enligt Heydrichs planer skulle lejonparten av den tjeckiska befolkningen, efter att Tyskland vunnit kriget, förflyttas till erövrade ryska områden eller mördas enligt Generalplan Ost. Böhmen-Mähren skulle inkorporeras i det nya Stortyska riket. Under 1942 tvångsrekryterades tiotusentals tjecker för industriarbete i Tyskland och arbetsdagen förlängdes från åtta till tolv timmar. Heydrich fungerade i praktiken som enväldig härskare i Böhmen-Mähren. President Emil Hácha och dennes regering stod i princip utan inflytande.

## Heydrich och den slutgiltiga lösningen

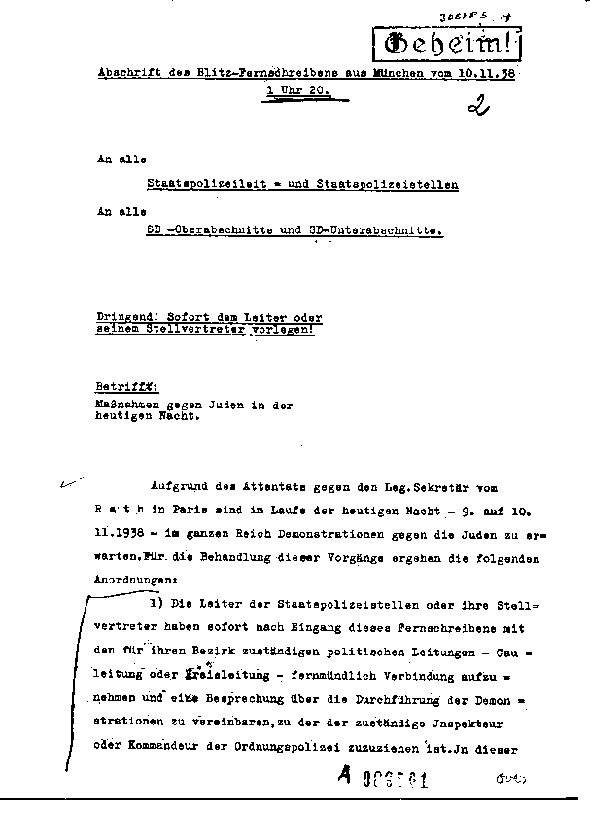
En av Heydrichs order i samband med Kristallnatten 1938.

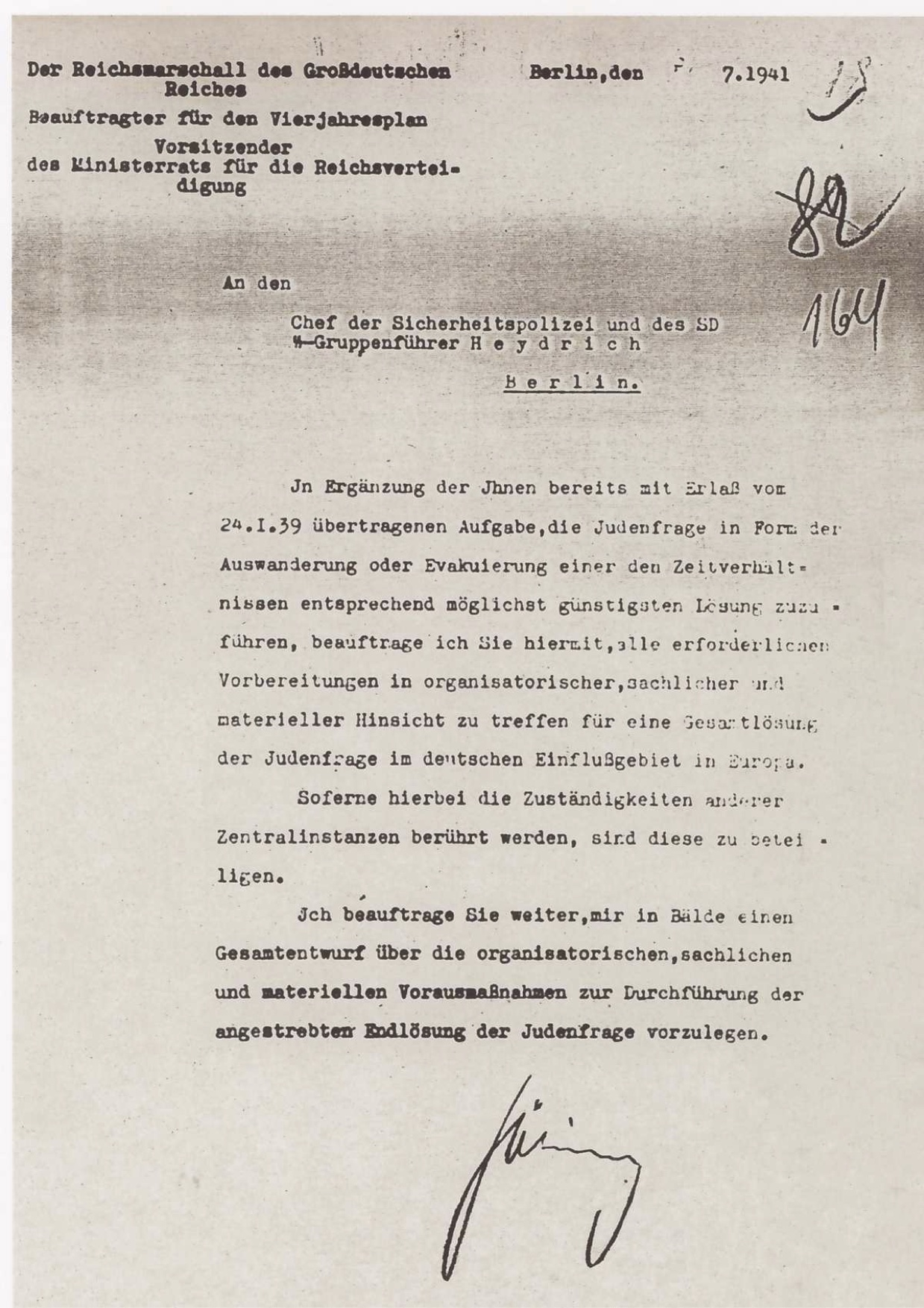
Bemyndigande från Hermann Göring till Heydrich den 31 juli 1941 beträffande "den slutgiltiga lösningen av judefrågan".

Heydrich var en av Förintelsens ledande organisatörer och stod under Hitlers och Himmlers direkta befäl. Från juli 1941 till sin död 1942 ansvarade Heydrich för alla ärenden beträffande internering, deportation och förintelse av judar och andra folkgrupper på dödslistan.
Enligt den nazistiska ideologin är den ariska rasen överlägsen alla andra raser och den ariska rasen får sin fulländning i det germanska folket, den tyska nationen. Den lägsta av alla raser är den judiska som, enligt Hitler, utgör ett dödligt hot mot den rena ariska rasen. Denna ideologi ledde till den så kallade slutgiltiga lösningen av judefrågan, vilket innebar att alla europeiska judar skulle förintas tillsammans med stora delar av den slaviska befolkningen i Östeuropa. Mellan 1933 och 1939 tvingade den nazistiska regimen judarna att lämna Tyskland, deras egendom konfiskerades och deras medborgerliga rättigheter inskränktes. Nürnberglagarna, som infördes den 15 september 1935, gav legitimitet åt denna antisemitiska politik. Heydrich var en av hjärnorna bakom Kristallnatten, en omfattande pogrom i november 1938, då hundratals synagogor, affärslokaler och judiska institutioner skövlades och stacks i brand. Drygt etthundra judar dödades, medan 30 000 greps och internerades i koncentrationsläger. Kristallnatten utgjorde dock en frustrerande upplevelse för Heydrich. Enligt rapporter från Sicherheitsdienst motsatte sig en majoritet av tyskarna det öppna våldet mot judarna. Pogromen föranledde även högljudda internationella protester under en tid då Tyskland behövde utrikespolitiskt lugn för att förbereda sina expansionistiska planer. Kristallnatten tjänade som ett preludium till Förintelsen.
Hitler nöjde sig dock inte med att inskränka judarnas medborgerliga rättigheter och avskärma dem från det tyska samhället. Den 30 januari 1939, exakt sex år efter Machtübernahme, höll Hitler ett tal i den tyska riksdagen, i vilket han bland annat yttrade: "Om den internationella finansjudendomen inom och utom Europa skulle lyckas att än en gång störta folken in i ett världskrig, så blir resultatet inte en bolsjevisering av världen och därmed judendomens seger, utan ett förintande av den judiska rasen i Europa."
Den 21 september 1939, tre veckor efter andra världskrigets utbrott, utfärdade Heydrich som chef för RSHA en order till befälhavarna för Einsatzgruppen i de ockuperade områdena i Polen. Ordern innebar att samtliga judar skulle föras samman i getton i städer som var järnvägsknutpunkter. Enligt Heydrich var denna åtgärd den första fasen i förverkligandet av det slutgiltiga målet och ordern skulle omges av största sekretess. Heydrich specificerade inte vad han menade med ”det slutgiltiga målet”, men att dess genomförande krävde ytterligare planering. Ordern nämner inget om någon fysisk förintelse av judarna, men den betonar att gettona endast var en provisorisk lösning.
Under våren 1941, då Tyskland planerade Operation Barbarossa, angreppet mot Sovjetunionen, inleddes även en ny fas av den slutgiltiga lösningen. Operation Barbarossa, som inleddes den 22 juni 1941, innebar inte endast ett erövringskrig utan även ett förintelsekrig riktat mot den judiska rasen. Fyra Einsatzgruppen bildades och ställdes under Heydrichs befäl. Einsatzgruppens uppgift var att följa i Wehrmachts fotspår och mörda judar, kommunister, partisaner och politruker i de erövrade ryska områdena. Den 31 juli 1941 uppdrog Göring skriftligen åt Heydrich att dra upp riktlinjerna för en slutlig lösning av judefrågan i Tredje rikets europeiska inflytelsesfär.
Den 10 oktober 1941 ledde Heydrich en SS-konferens i Prag, där deltagarna diskuterade deportation av protektoratets judar. Adolf Eichmann, Heydrichs främste rådgivare i judiska frågor, uppskattade att cirka 88 000 judar fortfarande befann sig i protektoratet och Heydrich menade att 50 000 av dessa kunde förflyttas till getton i Riga eller Minsk. Heydrich räknade med att en del av de deporterade judarna skulle kunna tas om hand av Arthur Nebe och Otto Rasch, befälhavare för Einsatzgruppe B respektive Einsatzgruppe C, och interneras i läger för kommunistiska fångar. De judar, som inte omfattades av de inledande deportationerna, skulle inhysas i getton i protektoratet. Ett av dessa getton inrättades i Theresienstadt, som även kom att fungera som ett koncentrationsläger.

### Wannseekonferensen
Heydrich sammankallade en konferens som, efter att ha skjutits upp på grund av det japanska anfallet mot Pearl Harbor och USA:s inträde i andra världskriget i december 1941, hölls i Wannsee utanför Berlin den 20 januari 1942. Konferensen, som är känd under namnet Wannseekonferensen, hade som syfte att dra upp riktlinjerna för hur den slutgiltiga lösningen av judefrågan administrativt och logistiskt skulle genomföras. Närvarande var, förutom Heydrich, bland andra Adolf Eichmann och Heinrich Müller samt företrädare för SS och olika ministerier. En av deltagarna, Josef Bühler, statssekreterare i Generalguvernementet, bad att åtgärderna omedelbart skulle inledas därstädes. Planen att förinta den judiska befolkningen i Generalguvernementet uppkallades efter Heydrich och gavs kodnamnet Operation Reinhard.
Vid konferensen presenterade Heydrich en plan för hur 11 miljoner judar från Europas alla stater skulle deporteras österut för att där arbeta sig till döds eller mördas i förintelseläger. Ett av Heydrichs viktigaste uttalanden vid konferensen löd:
| ”                                                                | I samband med den slutgiltiga lösningen skall man på ett lämpligt sätt tillse att judarna i östområdena sätts i arbete. I stora arbetskolonner, könsmässigt åtskilda, kommer de arbetsföra judarna att sysselsättas i vägbyggnation, under vilken den större delen otvivelaktigt kommer att duka under av naturliga orsaker. Återstoden av dessa judar utgör utan tvekan de mest motståndskraftiga individerna. Dessa skall behandlas på ett adekvat sätt eftersom de utgör grogrunden för judendomens återskapande. | „ |
| – Reinhard Heydrich vid Wannseekonferensen, den 20 januari 1942. | |   |

Vid mötet diskuterades även hur de tyska myndigheterna skulle definiera vem som var jude. Deltagarna diskuterade därvid personer av så kallad blandras samt blandäktenskap, det vill säga äktenskap mellan arier och judar. Någon definitiv definition fastslogs dock inte vid detta tillfälle.

## Heydrichs död

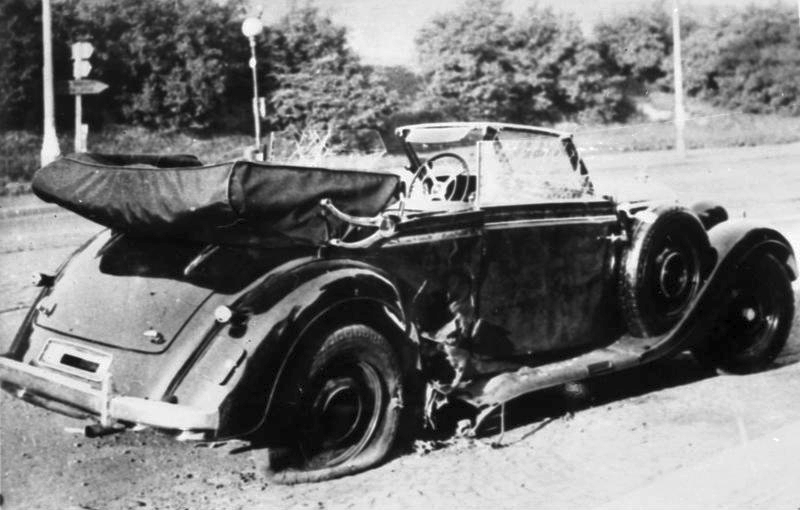
Heydrichs Mercedes-Benz 320 i vilken han attackerades i maj 1942.

Under de kommande månaderna intensifierades terrorn mot tjeckerna genom bland annat tvångsåtgärder, massgripanden och avrättningar. Den tjeckoslovakiska exilregeringen i London, under ledning av Edvard Beneš, såg i Heydrich den i särklass farligaste motståndaren från nazitysk sida. I samarbete med Special Operations Executive (SOE) utarbetade Beneš en plan att döda Heydrich; planen fick kodnamnet Operation Anthropoid. Två underofficerare i den tjeckoslovakiska exilarmén, Jan Kubiš och Jozef Gabčík, fick i uppdrag att ta sig in i protektoratet och föröva ett attentat mot riksprotektorn.
Natten till den 29 december 1941 hoppade Kubiš och Gabčík och en handfull andra personer i fallskärm över protektoratets territorium. Under de följande månaderna ägnade man sig åt att rekognoscera och förbereda för attentatet. Heydrichs färdväg från bostaden Horní zámek i Panenské Břežany norr om Prag in till residenset studerades noggrant.

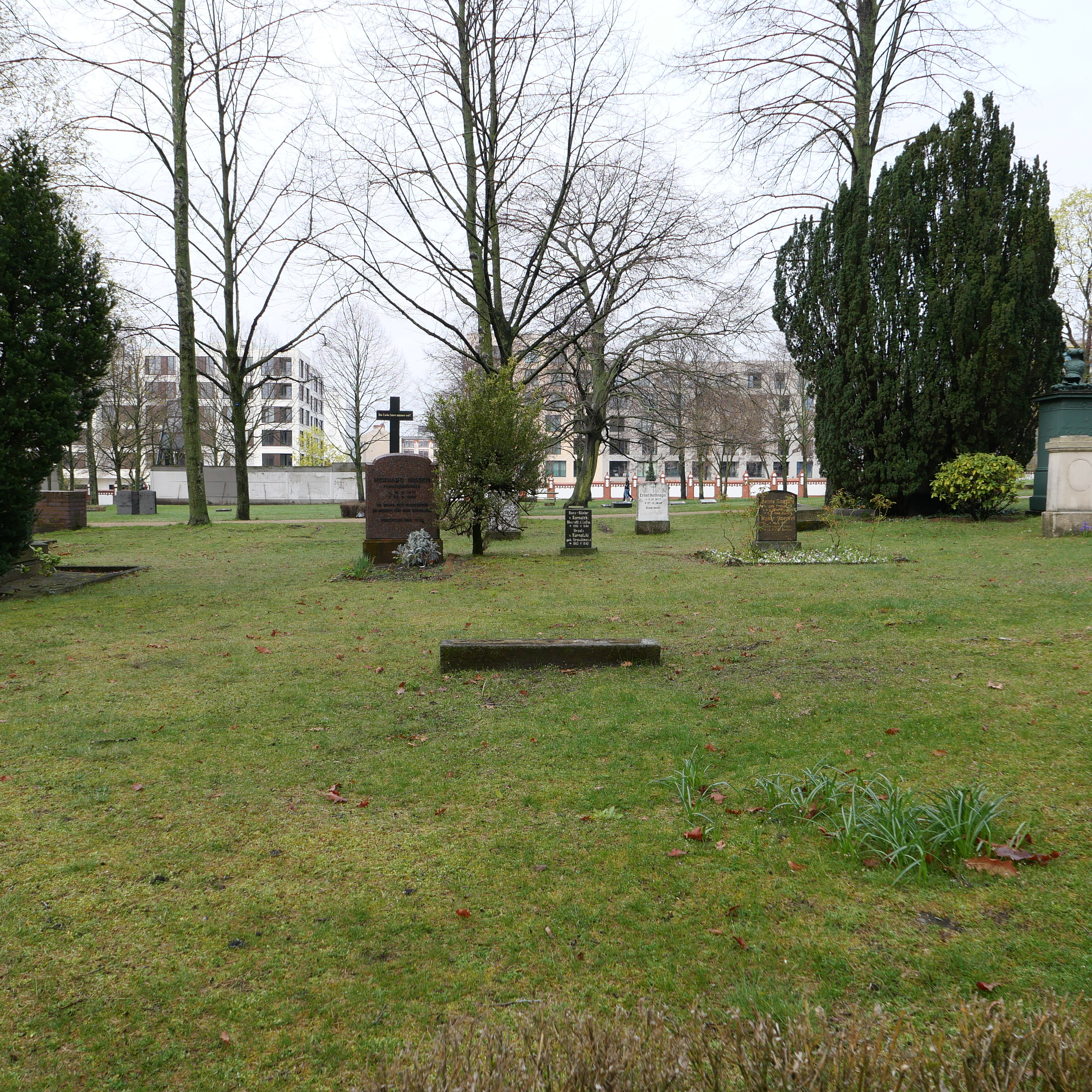
Heydrichs anonyma grav på Invalidenfriedhof i Berlin.

Den 27 maj 1942 skulle Heydrich flyga från Prag till Berlin för ett möte med Heinrich Himmler. Den tjeckiska exilregeringen hade fått reda på att Heydrich, som framgångsrikt kväst motståndet i Böhmen-Mähren, nu skulle förflyttas till Frankrike för att där organisera bekämpandet av dess motståndsrörelse. Kubiš och Gabčík fick order om att tiden för attentatet nu var inne. Heydrich for i sin öppna tjänstebil, en Mercedes 320, från bostaden till Prags centrum. De två attentatsmännen stod beredda på en strategisk plats utmed färdvägen, en hårnålskurva i förorten Libeň; en annan medlem av kommandogruppen, Josef Valčík, agerade utkik och skulle signalera när Heydrichs bil närmade sig kurvan. Strax efter klockan 10:30 gav Valčík tecken och när Heydrichs chaufför, SS-Oberscharführer Johannes Klein, sänkte farten i kurvan, stegade Gabčík fram med sin kulsprutepistol men fick eldavbrott. Heydrich såg detta och steg då upp från sin högra plats i framsätet, som var närmast kurvan och attentatsmännen, för att skjuta med sin pistol, men Kubiš slungade då en pansarvärnsgranat mot bilen. Heydrich lämnade den rykande bilen med dragen pistol, men segnade ned på trottoaren. Kubiš flydde från attentatsplatsen på cykel, medan Gabčík sprang iväg, följd av Klein. I en skottväxling sårade Gabčík Klein i ena benet.

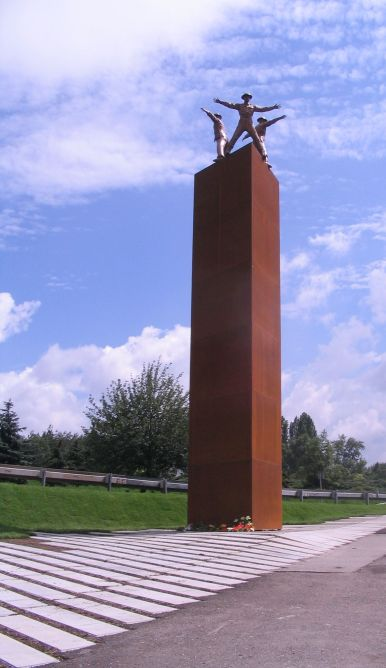
Minnesmärket Památník Operace Anthropoid i Libeň i nordöstra Prag, på platsen för attentatet på Reinhard Heydrich den 27 maj 1942. Det avtäcktes vid en ceremoni 27 maj 2009 till minne av Operation Anthropoid, vars mål var att döda Heydrich.

Heydrich fördes till Bulovka-sjukhuset, där läkare konstaterade att han hade ådragit sig svåra skador i mellangärdet, mjälten och ena lungan. Ett läkarlag opererade Heydrich och inom kort stabiliserades hans tillstånd. Hitler befann sig i sitt högkvarter i Ostpreussen, när han nåddes av nyheten om attentatet. Han blev rasande och beordrade att 10 000 tjecker skulle skjutas som vedergällning för attacken. Hitler ville sända Obergruppenführer Erich von dem Bach-Zelewski till Prag, då denne, enligt Hitler, var beredd "att vada i blod". SS- och polischefen i protektoratet, Karl Hermann Frank, som tillfälligt övertog Heydrichs åtaganden, insåg att sådana åtgärder var alltför drakoniska och högeligen skulle skada Tysklands ekonomiska intressen i området och förmådde lugna ned Hitler. Hitler krävde dock att attentatsmännen omedelbart skulle gripas. Den 28 maj kommenderade Hitler chefen för Ordnungspolizei, Kurt Daluege, till Prag för att tillfälligt ersätta den sårade Heydrich som riksprotektor.
Himmler besökte Heydrich på sjukhuset den 31 maj och de hade då ett kort samtal. Den 2 juni försämrades Heydrichs tillstånd och han föll i koma. Heydrich avled tidigt på morgonen den 4 juni, utan att ha återfått medvetandet. Enligt obduktionsprotokollet var dödsorsaken sepsis. Hästtagel från bilens säte hade trängt in i magtrakten och orsakat en allvarlig infektion. Hitler blev ursinnig vid nyheten om Heydrichs död och menade att denne inte borde ha utsatt sig för onödiga risker genom att färdas i en öppen bil utan bepansring. Efter en stor begravningsceremoni i Prag fördes Heydrichs kista till Berlin för en andra ceremoni, vid vilken Hitler närvarade. Heydrich begravdes med militära hedersbetygelser på Invalidenfriedhof i Berlin den 9 juni 1942. Efter andra världskrigets slut förstördes graven av sovjetiska styrkor.
Som vedergällning för Heydrichs död beordrade Hitler att den tjeckiska byn Lidice skulle förintas. Enligt Gestapo i Kladno hade ortsborna givit logi åt tjeckiska partisaner och även bistått attentatsmännen. Karl Hermann Frank vidarebefordrade Hitlers order till Horst Böhme, befälhavare för Sicherheitspolizei och Sicherheitsdienst i Prag. Den 10 juni 1942 arkebuserade medlemmar ur Feldgendarmerie och Sicherheitsdienst samtliga manliga invånare över 16 år. Kvinnorna fördes till Ravensbrück och barnen, förutom åtta som utvaldes som rasligt rena och placerades i tyska familjer, deporterades till Łódź. Senare samma dag stacks byns byggnader i brand och förstördes med granatkastare och artilleri, varpå byn jämnades med marken med pansarvagnar. Den 24 juni sköts alla vuxna invånare, sammanlagt 33, ihjäl i den lilla byn Ležáky. Alla barnen, utom två, gasades ihjäl i Chelmno. Byns byggnader demolerades likaså.
Attentatsmännen och deras medhjälpare hade gått under jorden. Protektoratets ledning utlyste en belöning för den som lämnade uppgifter om var gärningsmännen befann sig och hotade med stränga åtgärder om inte dessa hade påträffats senast den 18 juni. Den 16 juni informerade Karel Čurda, en tjeckisk soldat och medlem av en sabotagegrupp, Gestapo om gärningsmännens olika gömställen i Prag. Gestapo spårade dem till Sankt Kyrillos och Sankt Methodios kyrka, dit Kubiš och Gabčík samt Adolf Opálka, Josef Bublík, Jaroslav Švarc, Jan Hrubý och Josef Valčík hade tagit sin tillflykt. SS-trupper belägrade kyrkan och efter en eldstrid på några timmar hade tre av tjeckerna och 14 SS-män dödats. De fyra återstående attentatsmännen hade barrikaderat sig i kyrkans krypta, där de efter några timmar valde att begå självmord.

## Bildgalleri

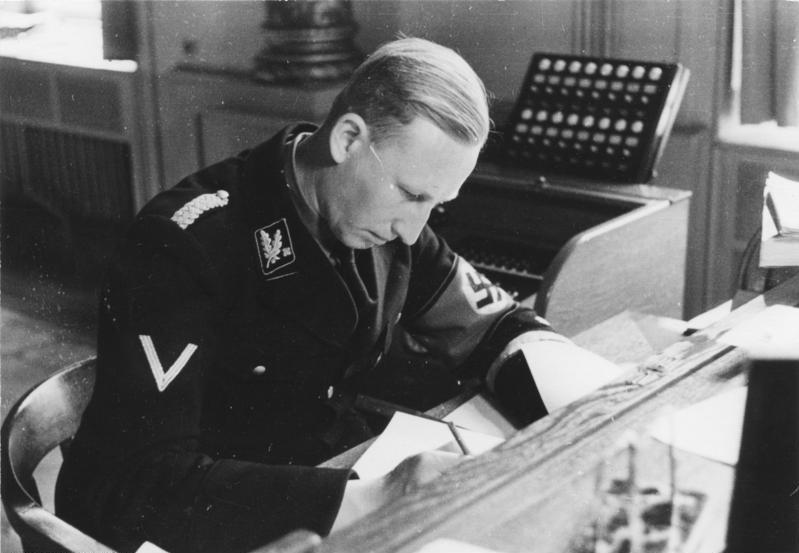
Reinhard Heydrich år 1934.
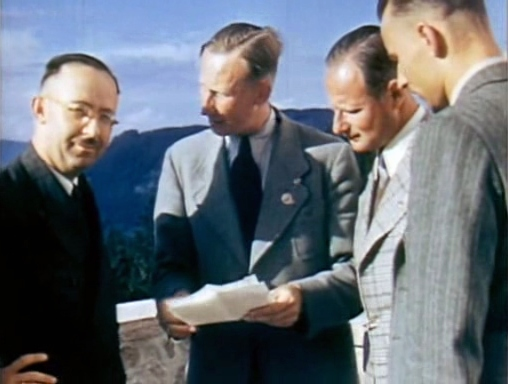
Reinhard Heydrich tillsammans med Heinrich Himmler, Karl Wolff och Heydrichs adjutant Hans-Hendrik Neumann vid ett möte på Berghof år 1939.
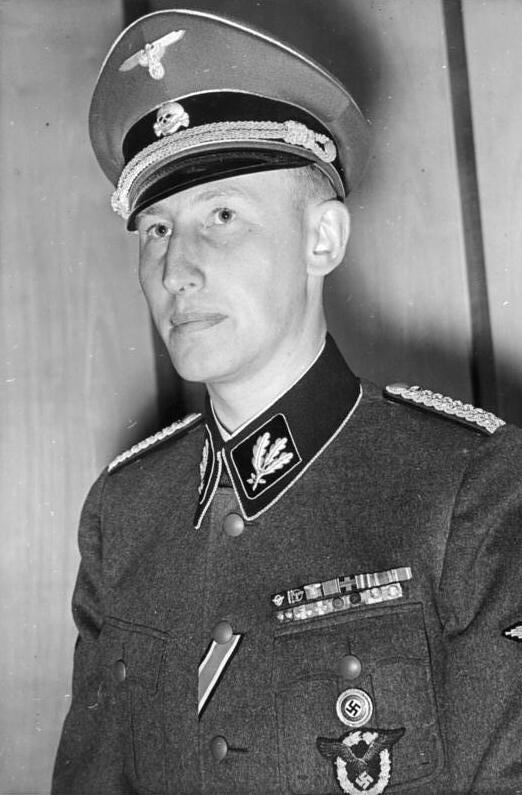
Reinhard Heydrich år 1940.
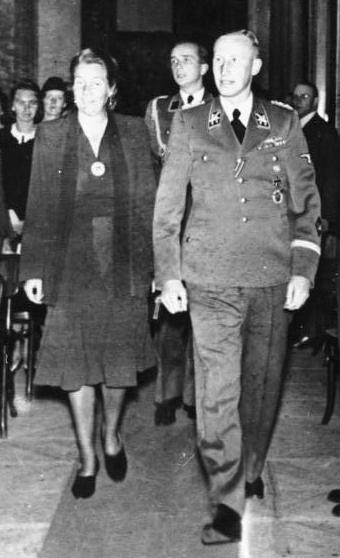
Heydrich tillsammans med hustrun Lina i Wallensteinpalatset i Prag den 26 maj 1942, dagen före attentatet.
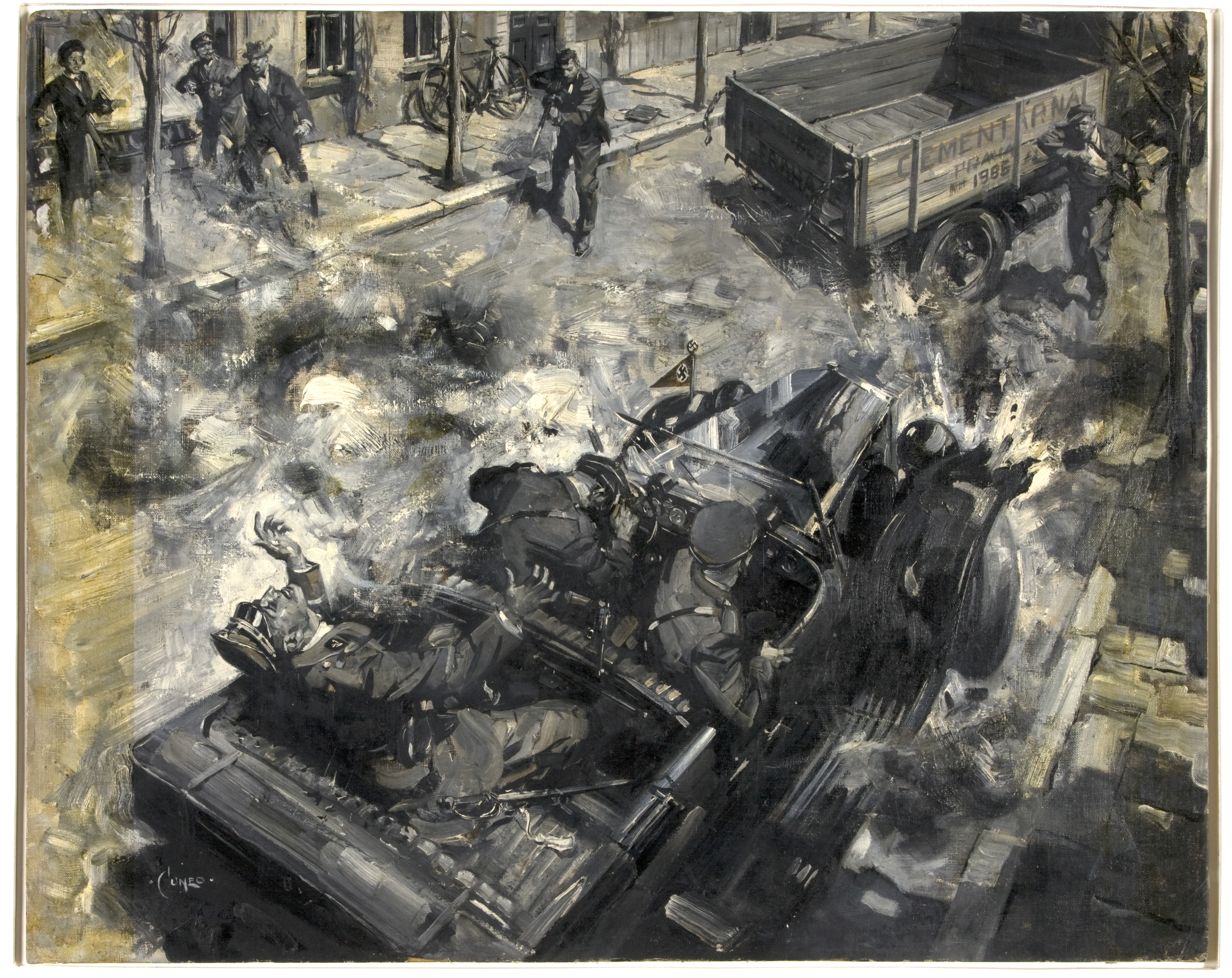
Heydrich mördas i Prag, målning av Terence Cueno.
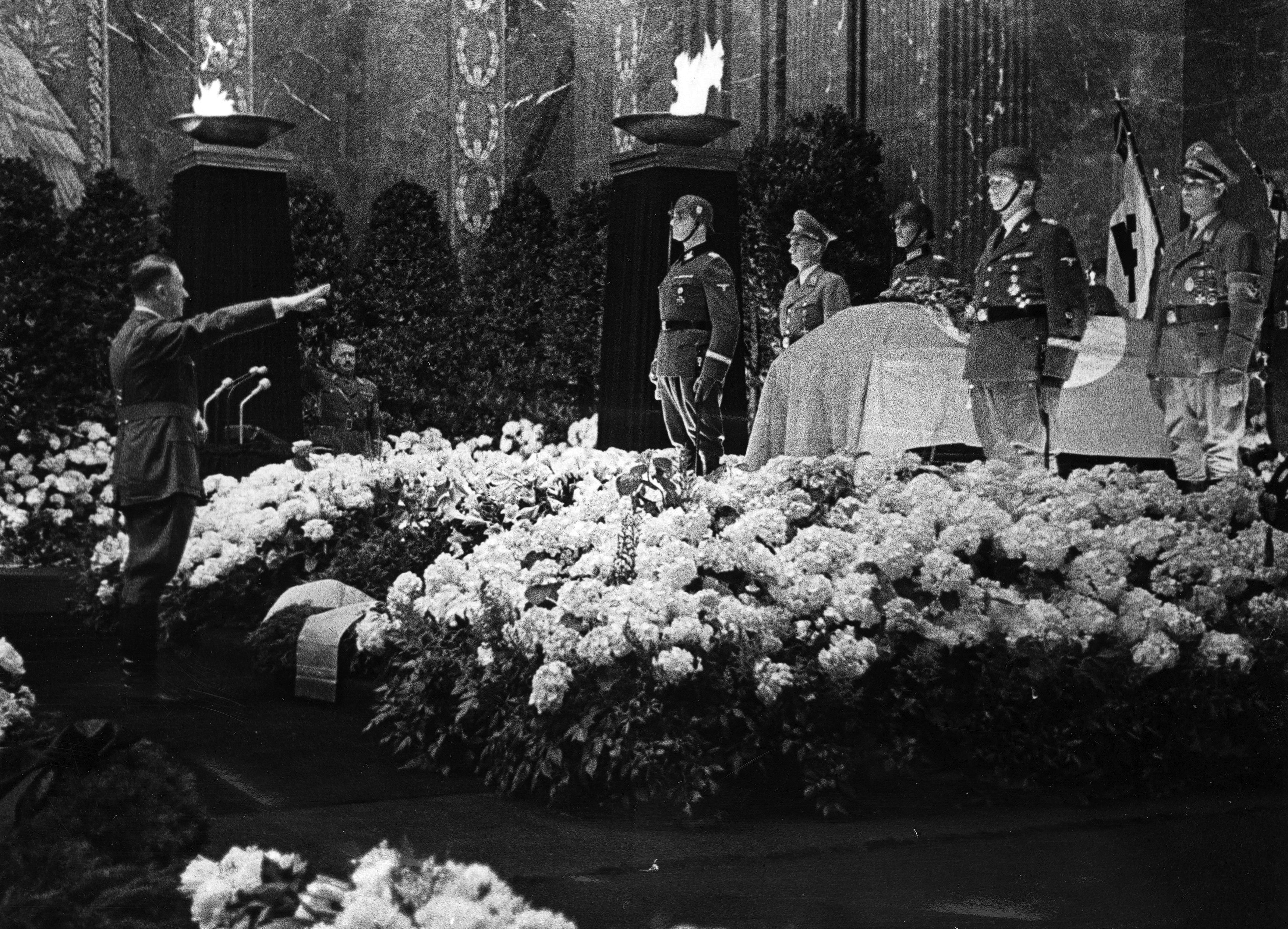
Reinhard Heydrichs begravning i Berlin den 9 juni 1942. Adolf Hitler hälsar Heydrichs kista.
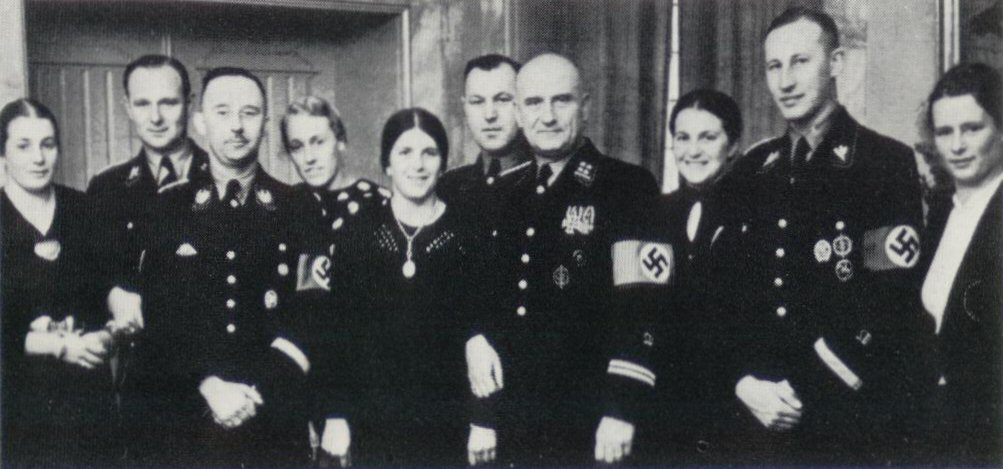
Reinhard Heydrich (till höger) vid Richard Pruchtnows bröllop 1937.
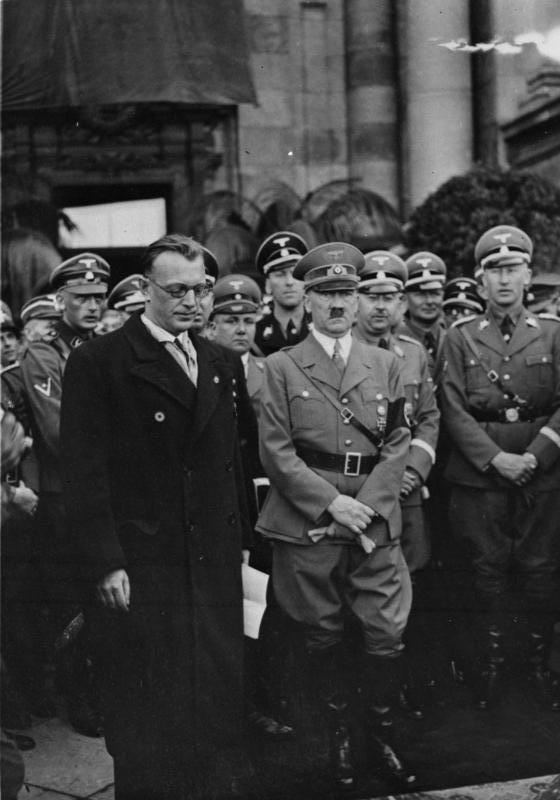
Arthur Seyss-Inquart och Heydrich vid Adolf Hitlers sida i Wien 1938.
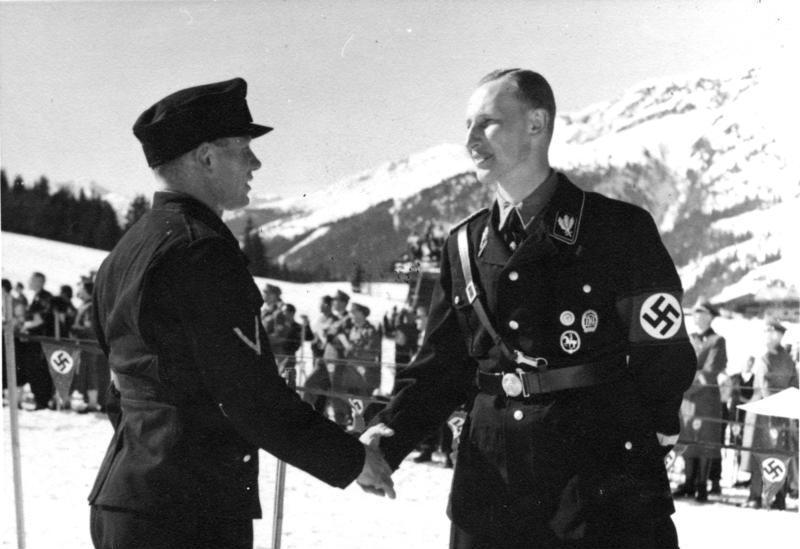
Heydrich skakar hand med en ung SS-kadett i februari 1939.
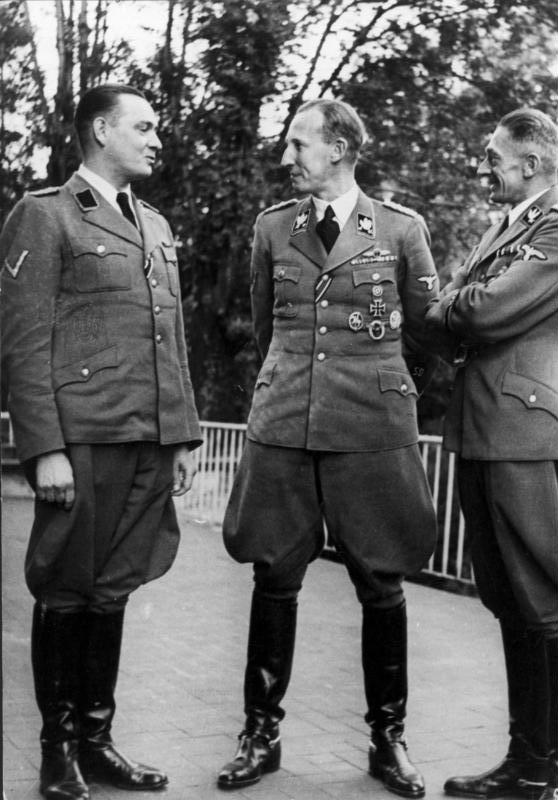
Reinhard Heydrich tillsammans med Horst Böhme och Karl Hermann Frank i september 1941.
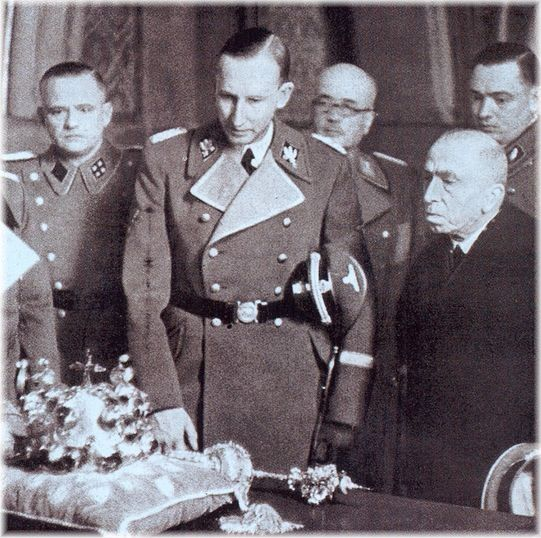
Emil Hácha visar Böhmens riksregalier för Heydrich 1941.

## Befordringar inom SS
- SS-Mann: 14 juli 1931
- SS-Sturmführer: 10 augusti 1931 (Efter de långa knivarnas natt 1934 fick graden benämningen SS-Untersturmführer.)
- SS-Sturmhauptführer: 1 december 1931 (Efter de långa knivarnas natt 1934 fick graden benämningen SS-Hauptsturmführer.)
- SS-Sturmbannführer: 25 december 1931
- SS-Standartenführer: 29 juli 1932
- SS-Oberführer: 21 mars 1933
- SS-Brigadeführer: 9 november 1933
- SS-Gruppenführer: 30 juni 1934
- SS-Obergruppenführer och General der Polizei: 24 september 1941

## Utmärkelser
- Tyska orden (postumt)
- Blodets orden (postumt)
- Sårademärket i guld (postumt)
- NSDAP:s partitecken i guld
- Järnkorset av andra (1940) och första (1941) klassen
- Luftwaffes flygartecken (Flugzeugführerabzeichen)
- Frontflygarspännet (Frontflugspange für Aufklärer) i brons (1940) och i silver (1941)
- Danzigkorset av första klassen (1939)
- Anschlussmedaljen (1938)
- Sudetenlandmedaljen med Pragspännet (1938)
- Memelmedaljen (1939)
- Schutzwallmedaljen (1940)
- Olympiska spelens hederstecken av första klassen (1936)
- Tyska välfärdsmedaljen av första klassen
- NSDAP:s tjänsteutmärkelse i brons
- Polisens tjänsteutmärkelse av andra klassen
- Totenkopfring
- SS Hederssvärd
- Hedersärmvinkel (Ehrenwinkel der Alten Kämpfer)
- Tyska sportmärket i silver
- Tyska ryttarmärket i silver
- SA:s sportmärke i guld
- SS tjänsteutmärkelse
- Italienska kungahusets Sankt Mauritius och Sankt Lazarusorden Kommendör (1937) och Storofficer
- Italienska kronorden Storofficer (1937) och Storkorsriddare (1938)

## Populärkultur

### Film
- I filmen Hitler's Madman från 1943 spelar John Carradine Reinhard Heydrich.
- I dramafilmen Skräckdagar i Prag från 1943 spelas Heydrich av Hans Heinrich von Twardowski.
- I filmen Spionchefen Canaris från 1954 gestaltar Alfred Weidenmann Heydrich.
- I filmen Atentat från 1965 spelas Heydrich av Siegfrid Loyda.
- I filmen Heydrich in Prag gestaltas Heydrich av Martin Benrath.
- I den tjeckoslovakiska filmen Sokolovo från 1974 spelas Heydrich av Hannjo Hasse.
- I den brittiska krigsfilmen Attentat i gryningen från 1975 spelar Anton Diffring Heydrich.
- I den erotiska krigsfilmen Salong Kitty från 1976 spelar John Steiner en mer originell version av Heydrich.
- I filmen Konspirationen från 2001 porträtteras Heydrich av Kenneth Branagh.
- I filmerna Lidice (2011) och Anthropoid (2016) spelas Heydrich av Detlef Bothe.
- I filmen The Man with the Iron Heart från 2017 spelas Heydrich av Jason Clarke.
- I filmen El mate de Morphy från 2017 spelas Heydrich av César Ortiz Amaro.

### TV
- I miniserien Förintelsen (1978) och TV-filmen Hitlers SS – Förintelsens bödlar (1985) gestaltas Heydrich av David Warner.
- I den tyska TV-filmen Wannsee-konferensen från 1984 spelas Heydrich av Dietrich Mattausch.
- Heydrich var föremål för dokumentären The Face of Evil: Reinhard Heydrich från 2002 där Charlton Heston var berättare.